# Racecourse Ground
Racecourse Ground eller The Racecourse, walisisk: Y Cae Ras) er et stadion i Wrexham, Wales. Det er hjemmebane for fodboldklubben Wrexham F.C. og (siden 2010) rugby league-holdet Crusaders Rugby League. Tidligere har der også været afviklet rugby union, cricket, hestevæddeløb og koncerter på banen.
The Racecourse er det største stadion i det nordlige Wales og det femtestørste i Wales. Banen bliver indimellem benyttet af Football Association of Wales til Wales' fodboldlandsholds hjemmekampe og er tidligere blevet benyttet af rugby union-holdet Scarlets og Liverpool F.C.'s reservehold. 
Stadionet er officielt anerkendt af Guinness World Record som det ældste stadion i verden, som fortsat lægger græs til fodboldlandskampe. Stadionet var vært for Wales' første hjemmekamp i 1877 og siden da har Racecourse Ground været den hyppigst anvendte hjemmebane for Wales' fodboldlandshold.